# Jastrzębie Kąty
Jastrzębie Kąty – osada w Polsce położona w województwie mazowieckim, w powiecie siedleckim, w gminie Wiśniew.
W latach 1975–1998 miejscowość administracyjnie należała do województwa siedleckiego.